# Ліза з парасолькою
«Ліза з парасолькою» (картина Ренуара) (англ. Lise (Renoir) також англ. Lise with a Parasol) — картина французького художника Огюста Ренуара 1867 року.

## Салонний період Огюста Ренуара
Ранні етапи творчості художників доволі цікаві через спроби митців у різних жанрах і через пошуки самого себе, пошуки того, заради чого вони звернулись до творчості.
По завершенні навчання у майстерні Глейра Ренуар ніби залишився на самоті і почав численні спроби. Відсутність доброї освіти і виховання примусила його копіювати картини у музеї Лувр і копіювати манеру художників-попередників. Так, на ранньому етапі з'явились незвичні для Ренуара доби зрілості і насичених еротизмом картин твори з маленькими фігурами на кшталт голландських майстрів («Ковзанярі у Буа де Булонь» 1868 р.), краєвиди («Краєвид Парижа з мостом Мистецтв» 1867), пейзажі або тематичні картини побутового жанру («Повернення з прогулянки морем» 1862). Частка його первісних картин нагадувала критикам твори суворого реаліста Густава Курбе.

Такої кількості точно відтворених деталей більше не буде. Митець виснажується у боротьбі за визнання і у боротьбі з бідністю, втрачає здоров'я і навіть власних улюбленець. Одні рано помирають, інші розривають з ним стосунки і він покидає подробиці і переходить до безсюжетних картин та картин еротичного спрямування.
Ознаки повороту до іншого етапу мала картина «Ліза з парасолькою», створена 1867 року.
Художник у Парижі отримував визнання і право на продаж власних картин, якщо його твори брали на виставку у Салон. Аби підкорити журі Салону, Ренуар навіть удався до літературщини і створив картину за твором В. Гюго «Есмеральда танцює для жебраків». Її таки узяли на виставку. По закінченні виставки Ренуар її знищив, бо і самому було гидко. Він відсилав знову картини журі, але їх не пропускали. Новою моделлю художника на ті роки стала Ліза Трео, паризька швачка. Ліза позувала для значної кількості ранніх творів — від портретних до міфологічних (серед останніх — оголена «Діана мисливиця»)

## Опис твору
Черговим твором, поданим у журі Салону, була картина «Ліза з парасолькою». Ренуар наважився створити портрет у повний зріст моделі (розміри полотна 184 × 115 см). Сюжет відсутній. Подана молода пані з парасолькою на тлі дерев. Вона в білій сукні з мусліну і чорним поясом, довгі кінці котрого ефектно кинуті на спідницю. Рукава прозорі, а сукня скромно прикрила фігуру. Її модний капелюшок насунутий низько на лоб і очі. У руці парасолька, котра кинула на обличчя моделі тінь, тоді як біла сукня контрастно висвітлена художником. Дещо дивацькою була і назва «Ліза з парасолькою» без позначення її прізвища. Вона наче була вказівкою на близькі стосунки з молодичкою, тоді як вони не були офіційно у шлюбі…

## Реакція на картину в Салоні
«Ліза з парасолькою» була прийнятна у салон 1868 року.
Картина нагадувала і водночас не нагадувала жіночі портрети, котрий штосами подавали у Салон. У творі не було милуванням тендітністю чи стрункістю моделі. Ліза у Салоні викликала глузування і її почали називати товстухою у білому (товстухою, обмазаною білою фарбою). Глузування викликала і висвітлена біла сукня при тіні, кинутої на обличчя панянки. Зазвичай було навпаки, адже обличчя повинно головувати в портреті. Були і більш образливі відгуки. Ставлення до картини було малосприятливим і через несприйняття творів художників нової паризької генерації. Ренуара зарахували до бунтівників (котрим пристосуванець-художник не був) разом із Фредеріком Базилем та Клодом Моне, а їх картини вивішували надто високо на стіні, що не дозволяло добре роздивитись твори. Іноді ці місця нагорі навіть образливо називали звалищем.

## Побутування картини (провенанс)
Ренуару картину «Ліза» не вдалося продати. Її придбав 1873 року за 1800 франків Теодор Дюре, один з ранніх поціновувачів творів французьких імпресіоністів. Старий Дюре продав картину 1900 року маршалу Плю Дюран-Рюєлю. Останній передав її на продаж у Берлін Полю Кассіреру. Того ж року картину з зображенням дівчини з Парижу за 18000 марок придбав Карл Ернст Остхаус, що цікавився новітнім живописом та авангардними творами і передав її на експонування у місто Хаген, Німеччина. 1922 року музей з міста Хаген перевели у місто Ессен, де розташували музей Фолькванг.

## Ще одна Ліза з парасолькою

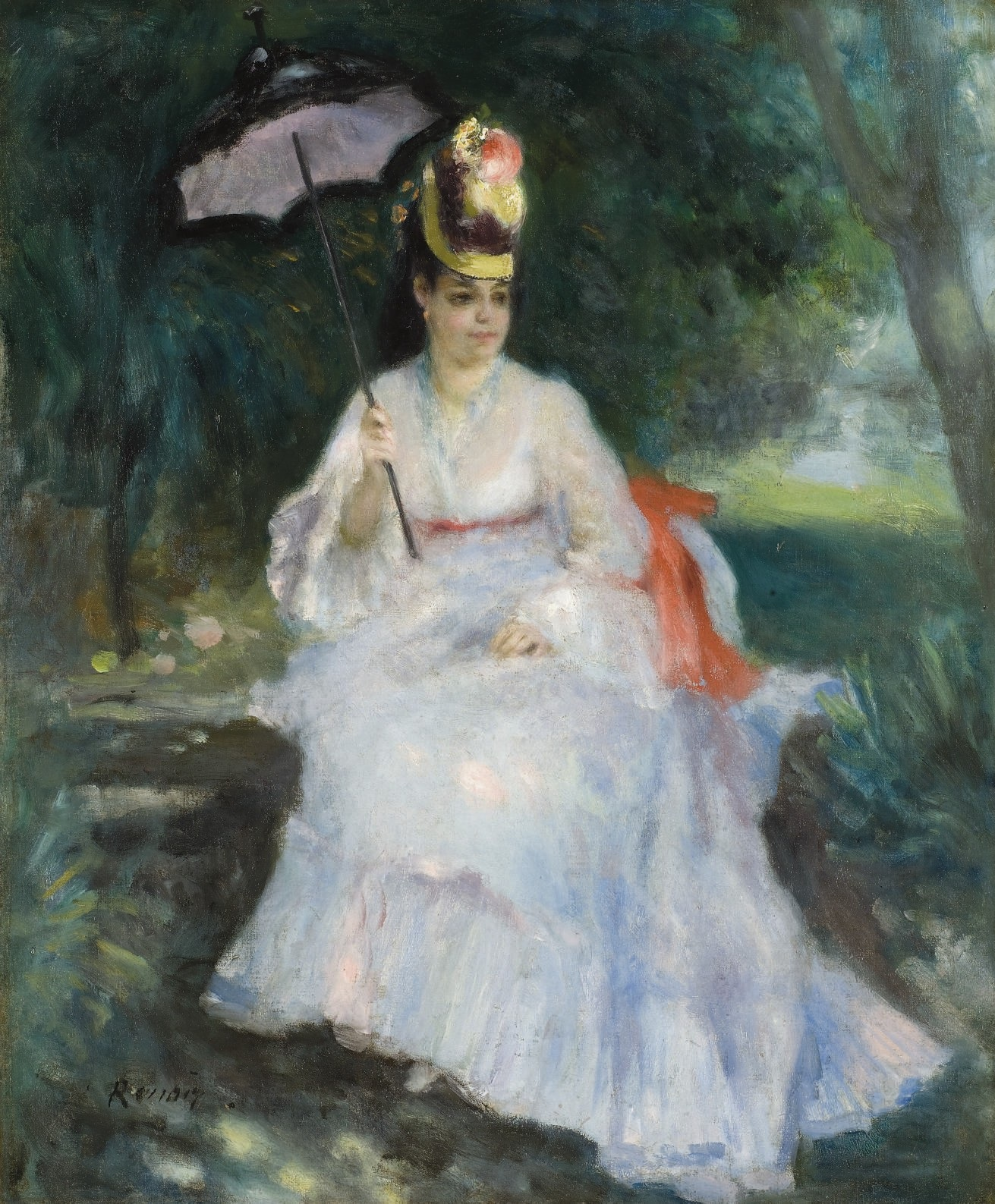
Ренуар. «Жінка з парасолькою у саду», 1872 р.

Більшу художню вартість має інший портрет пензля Огюста Ренуара, сучасна назва котрого «Жінка з парасолькою у саду». Це ще одна Ліза з парасолькою серед дерев. Вона подана художником на лаві у білій сукні трохи іншої моделі з червоним поясом. За нею перспектива саду чи парку. Безсюжетність картини зменшували асоціації з подібними картини інших майстрів, що подавали молодих дівчат у саду чи парку в очікуванні побачення. Картина була створена 1872 року напередодні розриву Лізи Трео з художником. Вона знищить усі листи від художника і пошлюбиться з архітектором. Від зв'язку з Ренуаром залишиться донька, котру старий художник роками підтримував матеріально.